# Ресторанний критик
Ресторанний критик — фахівець в області кулінарії і ресторанного бізнесу, що займається професійним рецензуванням закладів громадського харчування. Як правило, є журналістом — співробітником або колумністом будь-якого періодичного друкованого (газета, журнал) або інтернет-видання, яке публікує відгуки про ресторани, бари та кафе. У сферу його інтересів входить оцінка кухні, винної карти, рівня обслуговування, інтер'єру і загальної атмосфери закладу. Збірник рецензій про ресторанах може випускатися окремим виданням у вигляді путівника по ресторанах (ресторанного гіда).